# Chelonus subplanus
Chelonus subplanus är en stekelart som först beskrevs av Papp 1999.  Chelonus subplanus ingår i släktet Chelonus och familjen bracksteklar. Inga underarter finns listade i Catalogue of Life.